# Mabel Lee Hankey
Mabel Lee Hankey, née Mabel Emily Hobson, (1867-1943) est une artiste peintre et graveuse britannique spécialisée dans les portraits miniatures peints à l'aquarelle sur ivoire.

## Biographie

### Enfance et famille
Hankey est née Mabel Emily Hobson, le quatrième enfant des artistes Henry Edrington Hobson (1819-1881) et Ada Vinson Hardy (1829-1911). Elle fait partie de la troisième génération d'artistes de la famille, ses deux grands-pères, Henry Hobson et James Hardy, sont également des artistes. Les frères et sœurs de Mabel sont employés comme artistes, Henry Hope Hobson en tant que dessinateur, Amy Elizabeth Hobson en tant que portraitiste et Cecil James Hobson également en tant que peintre de portraits miniatures à l'aquarelle sur ivoire.
En 1896, Mabel Emily Hobson épousa William Lee Hankey (1869-1952), un artiste qui travaille sur des illustrations de livres, des études de personnages, des paysages et des scènes pastorales. Après avoir changé son nom en Mabel Lee Hankey, elle a été répertoriée sous Lee Hankey, Lee-Hankey ou Hankey dans les catalogues. Le mariage s'est terminé par un divorce après 21 ans, et par la suite Mabel Emily Hankey a utilisé le nom de Mabel Emily Hankey.

### Carrière

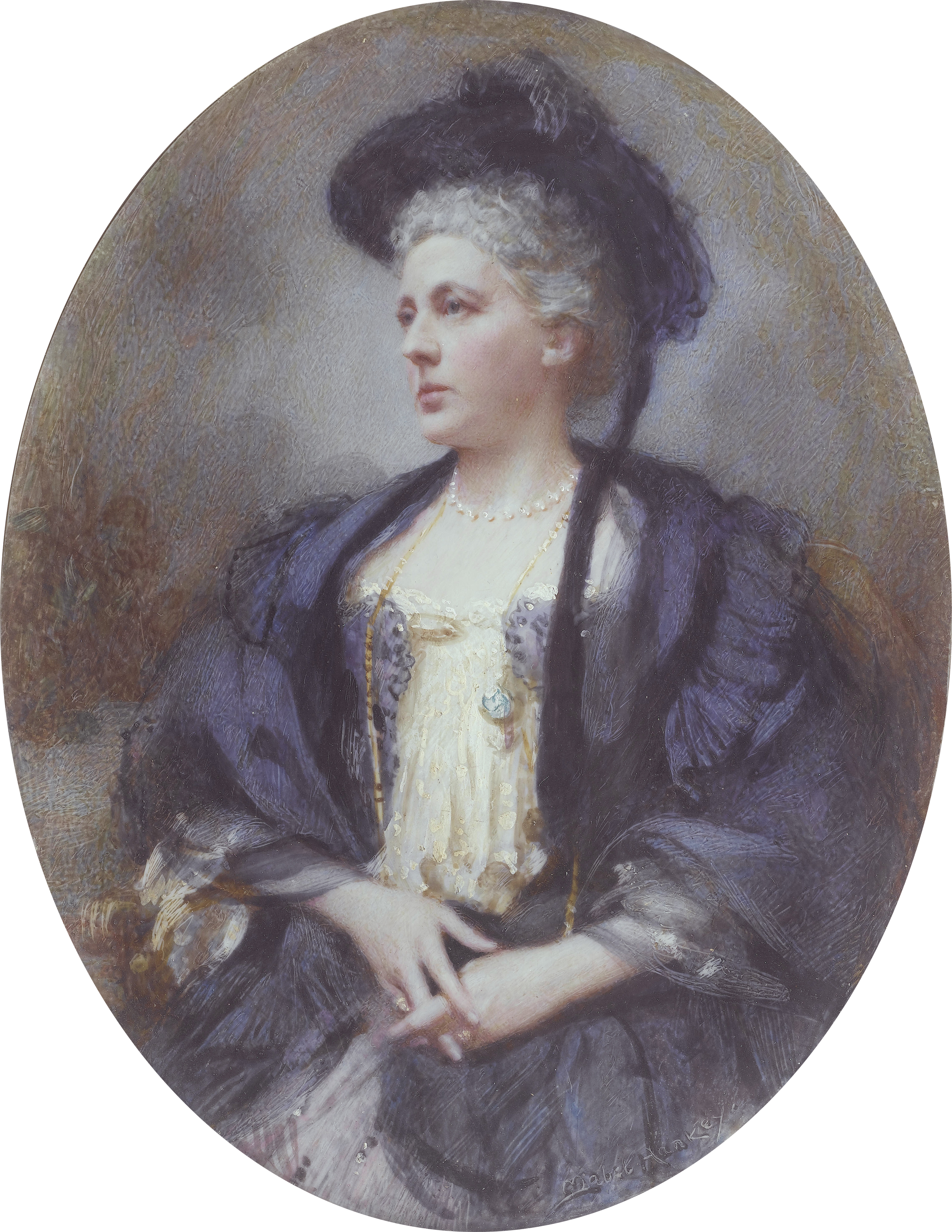
Cornelia Henrietta Maria Spencer-Churchill, par Mabel Lee Hankey.

Mabel Lee Hankey expose à la Royal Academy et à la Royal Miniature Society de 1889 à 1897 sous son nom de jeune fille, Mabel Emily Hobson, et de 1898 à 1914 sous le nom de Mabel Lee Hankey,.
Mabel Lee Hankey peint largement pour les familles aristocratiques mais est peut-être mieux connue pour ses portraits de Lady Elizabeth Bowes-Lyon. En 1907, Lady Cecilia Bowes-Lyon, la comtesse de Strathmore et Kinghorne commandent un portrait miniature à l'aquarelle de sa fille, Lady Elizabeth Bowes-Lyon, plus tard la reine Elizabeth la reine mère, que Hankey a exposée à la Royal Academy et qui fait maintenant partie de la collection royale,. Hankey continue à peindre Lady Elizabeth Bowes-Lyon un certain nombre de fois, de l'enfance à l'âge adulte et aussi son frère, David Bowes-Lyon, en 1916,,,. Plus important encore, Lady Strathmore commande un portrait miniature en 1917, qui est ensuite encadré d'or et d'argent serti de saphirs avec une couronne de bijoux au sommet. Le portrait est un cadeau de mariage pour le prince Albert, duc d'York, lors de son mariage avec Lady Elizabeth Bowes-Lyon.

## Collections publiques
- Princesse Elizabeth, peinte en 1942 (Collection royale)[9]
- Lady Elizabeth Bowes-Lyon (Collection royale)[8]
- La princesse Mary, plus tard la princesse royale et la comtesse de Harewood (1897-1965) peinte en 1910-14 (Collection royale)
- SM la reine Elizabeth, la reine mère, lorsque Lady Elizabeth Bowes-Lyon, peint en 1907 (Collection royale)[9],[10]
- Rachel Kay-Shuttleworth, peinte en 1905 (Collection Gawthorpe Textile)[11]
- Lady Cornelia Henrietta Maria Spencer-Churchill, peinte en 1905 (Musée Poole)[12]
- Alice Frances Theodora Wythes, marquise de Bristol (1875-1957), peinte en 1903 (National Trust, Ickworth House)[13]
- Lady Violet Ida Evelyn Lane-Fox, 16e baronne Darcy of Nayth, comtesse de Powis (1865-1929), peinte 1885-1890 (National Trust, Powis Castle)[14]
- Edwin Fagg Esq (Collection d'archives de la Société royale des peintres, sculpteurs et graveurs miniatures)[15]
- Journées d'été (Christchurch Art Gallery)[16]